# Ticiano (homem claríssimo)
Flávio Ticiano (em latim: Flavius Ticianus) foi um romano do século III/IV. Um homem claríssimo, de acordo com uma inscrição encontrada em Clúsio (xi 2101) serviu como curador da república (cur[ador] reip[ublicae]).